# Лашковка (платформа)
Лашковка — промежуточный остановочный пункт (платформа) Ивано-Франковской дирекции Львовской железной дороги на линии Стефанешты — Черновцы-Северная между станциями Кицмань (отстоит на 4 км) и Лужаны (7 км).
Платформа расположена неподалёку от одноимённого села и села Витиловка Черновицкой области. Рядом со станцией протекает река Совица, левый приток Прута в его нижнем течении.

## История
Остановочный пункт Лашковка на линии Стефанешты — Черновцы-Северная существует с 1890 года.

## Пассажирское сообщение
На разъезде ежедневно останавливаются две пары пригородных поездов, следующиих от станции Черновцы до конечной станции Стефанешты и обратно.